# Turkish Délices
Pour plus de détails, voir Fiche technique et Distribution.
Turkish Délices (Turks fruit) est un film néerlandais réalisé par Paul Verhoeven et sorti en 1973.
Le film est le plus grand succès de tous les temps au box-office néerlandais.

## Résumé
Au début des années 1970, Eric, un sculpteur bohème, vit au milieu de ses fantasmes de sexualité débridée, de viols et de meurtres. Chaque jour, il séduit des femmes en usant de méthodes particulières et brutales. Après avoir couché avec elles, il les jette dehors de chez lui, après les avoir numérotées dans un cahier. En fait, il est profondément perturbé par la rupture qu'il a eue quelque temps auparavant avec Olga. Il avait fait sa connaissance en faisant de l'auto-stop. Ensemble, ils ont un grave accident. Eric s'en sort presque indemne mais Olga, gravement blessée, souffre d'une commotion cérébrale.
Quand Olga sort de l'hôpital, Eric cherche à la revoir, mais sa mère refuse de les laisser se rencontrer, prétendant que leur fille ne le veut pas non plus. Un jour, il la retrouve par hasard sur un champ de foire. Ils se marient rapidement, malgré l'opposition de la mère d'Olga mais avec le soutien de son père. Après le décès du père, leur relation se dégrade. Un soir, après une soirée arrosée dans un restaurant chinois, Olga fugue avec un homme d'affaires américain. C'est ici que se termine le flash-back.
Quelque temps plus tard, Eric, toujours obsédé par Olga, tente de la récupérer. Mais elle lui annonce qu'elle s'est fiancée avec un autre homme d'affaires américain.
Une année plus tard, Eric et Olga se retrouvent à nouveau par hasard. Olga lui explique qu'elle a rompu son mariage et qu'elle est revenue vivre en Hollande. Mais Éric remarque tout de suite qu'elle se comporte de manière étrange et incohérente. Après qu'elle s'est évanouie, il l'amène à l'hôpital. Le diagnostic est formel : elle souffre d'une tumeur au cerveau en phase terminale.

## Fiche technique
Sauf indication contraire, les informations mentionnées dans cette section peuvent être confirmées par la base de données cinématographiques IMDb,  présente dans la section « Liens externes ».
- Titre français : Turkish Délices
- Titre original : Turks fruit
- Titre américain : Turkish Delight[2]
- Titre britanniques : The Sensualist et Wild Intent en vidéo[2]
- Réalisation : Paul Verhoeven
- Scénario : Gerard Soeteman, d'après le roman Turks fruit de Jan Wolkers
- Musique : Rogier Van Oterloo
- Photographie : Jan de Bont
- Montage : Jan Bosdriesz
- Décors : Jan André et Roland de Groot
- Costumes : Mia Houweling
- Production : Rob Houwer
- Société de production : Verenigde Nederlandsche Filmcompagnie
- Distribution : Nederland Film (Pays-Bas)
- Pays d'origine :  Pays-Bas
- Langue originale : néerlandais
- Budget : 800 000 florins
- Format : Couleurs - 1,85:1 - 35 mm
- Genre : comédie dramatique, romance, érotique
- Durée : 112 minutes
- Dates de sortie[2] :
  - Pays-Bas : 22 février 1973
  - Belgique : 1er juin 1973 (sortie limitée à Gand)
  - France : 8 novembre 1973

## Distribution
- Monique van de Ven : Olga Stapels
- Rutger Hauer : Eric Vonk
- Tonny Huurdeman : la mère d'Olga

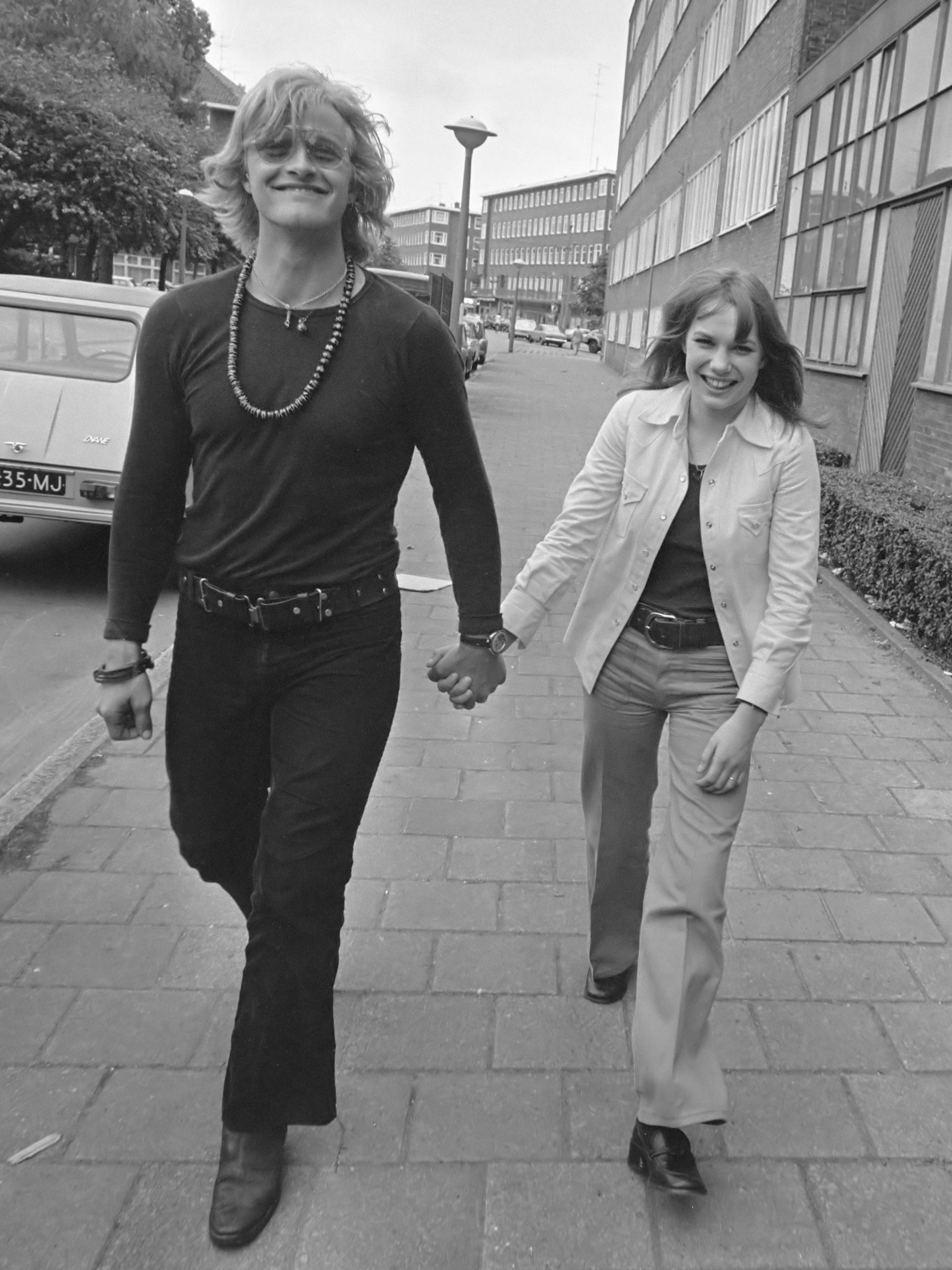
Rutger Hauer et Monique van de Ven (7 juin 1972)

- Wim van den Brink : le père d'Olga
- Hans Boskamp : Winkelchef Wastora
- Dolf de Vries : Paul
- Manfred de Graaf : Henny
- David Rappaport

## Production
Le scénario est inspiré du roman Turks fruit de Jan Wolkers, très populaire aux Pays-Bas. Auparavant, Paul Verhoeven avait sans succès tenté d'adapter d'autres œuvres de l'auteur.
Ce film marque la première collaboration au cinéma entre le réalisateur Paul Verhoeven et l'acteur Rutger Hauer, après la série télévisée Floris (1969). Ils travailleront à nouveau ensemble sur Katie Tippel (1975), Le Choix du destin (1977), Spetters (1980) et La Chair et le Sang (1985).
Le tournage a lieu aux Pays-Bas : Amsterdam, Alkmaar, Bussum, Zaandam ainsi qu'à l'université Érasme de Rotterdam. Après avoir vu French Connection (1971) de William Friedkin, Paul Verhoeven et son directeur de la photographie Jan de Bont optent pour un éclairage à la lumière naturelle et très réaliste. Les deux hommes se disputeront à ce sujet car Paul Verhoeven souhaite revenir à un éclairage plus traditionnel et renvoie Jan de Bont. Mais après le visionnage des premiers rushes, le réalisateur se rend compte qu'il s'est trompé.

## Accueil
Le film est inclus dans l'ouvrage 1001 films à voir avant de mourir.

## Distinctions
Le film est nommé à l'Oscar du meilleur film en langue étrangère en 1974, mais c'est François Truffaut qui l'obtient avec La Nuit américaine.
En 1999, le film reçoit le Veau d'or du meilleur film néerlandais du siècle lors du festival du cinéma néerlandais d'Utrecht.

## Commentaire
Le titre se rapporte aux loukoums, seul aliment qu'Olga accepte lors de son séjour à l'hôpital après l'opération pour une tumeur au cerveau.